# Dave McCullen

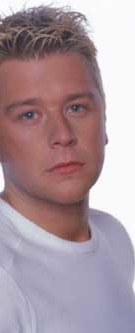
McCullen in 2001

Dave McCullen (* 28. Dezember 1977 in Bonheiden) bürgerlich David Vervoort, ist ein belgischer Musikproduzent. Seinen Künstlernamen Dave McCullen wählte er aufgrund seines persönlichen Interesses an Schottland und dessen Kultur. Bei diversen Auftritten und Konzerten tritt er deswegen regelmäßig im schottischen Kilt auf.

## Leben und Wirken
Bekannt wurde er durch die belgische Dance-Formation Ian Van Dahl und Lasgo, welche Vervoort zusammen mit Peter Luts bis Mai 2008 produzierte. Später schrieb er auch Texte und komponierte Musik für Songs von Christoff De Bolle, Lindsay und Willy Sommers. Weiterhin war er auch der Produzent des Songs Dos Cervezas von Tom Waes für das Programm Tomtesterom des Flämischen Fernsehsender VRT. Seine Single B*tch aus dem Jahr 2004, erreichte den 6. Platz in den belgisch-flämischen Hitparade Ultratop 50 in Flandern, sowie die 24. Position in den niederländischen Top 40 und in den britischen Charts den 54. Platz.

## Diskografie
- Cocaine In My Brain
- Rave Heaven
- B*tch
- Electric Girl
- Stars
- Enjoy This Trip (mit Moldenhauer)
- Upside Down (mit Ashton Coles)